# Sigmund von Pappenheim
Sigmund von Pappenheim (* 1434 in Pappenheim; † 1496), war der Stammvater der Alesheimer Linie derer von Pappenheim.

## Leben
Sigmund von Pappenheim war der jüngste Sohn des Haupt II. von Pappenheim († 1438) und seiner Frau Barbara von Rechberg. Er war mit Magdalena von Schaumberg vermählt. In den Jahren 1474 und 1475 nahm er als Obrist-Feld-Marschall im Dienst Kaiser Friedrichs III. am Krieg gegen Herzog Karl den Kühnen teil und belagerte Neuß. Mit dem Tod seines Bruders Georg von Pappenheim im Jahr 1485 hatte er das Seniorat bis zu seinem Tod im Jahr 1496 inne. Sigmund von Pappenheim leistete die zeremoniellen Marschalldienste bei der Wahl Maximilians zum römischen König 1486. Drei Jahre später, 1489, vermittelte er im kaiserlichen Auftrag zwischen dem bayerischen Herzog Albrecht IV. und dem Schwäbischen Bund. Auf Befehl des Kaisers nahm Sigmund von Pappenheim 1492 am Kriegszug gegen Karl VIII. von Frankreich teil, da dieser die Maximilian I. versprochene Herzogin der Bretagne in seine Gewalt brachte.

## Nachkommen
Sigmund von Pappenheim hatte insgesamt drei Kinder, einen Sohn und zwei Töchter.
- Helena von Pappenheim ⚭ N. von Absberg
- Sigmund von Pappenheim († 1536) ⚭ K. von Wolckersdorff, geb. Beuscher von Löwenstein ⚭ Ursula von Fraunberg
- Margaretha von Pappenheim († 1500), Äbtissin im Kloster Seligenporten